# RM16

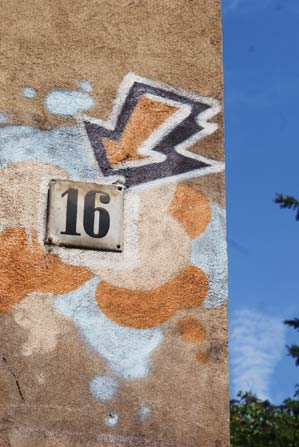
RM16 Hausnummer

RM16 ist ein 1999 besetztes und 2002 legalisiertes Haus in der Robert-Matzke-Straße 16 im Dresdener Stadtteil Pieschen, das heute als Wohn- und Kulturprojekt genutzt wird.
Das Haus wurde kurz vor 1900 gebaut und nie grundlegend modernisiert. Vier Vollgeschosse bieten Platz für ca. 480 m² Wohn- und ca. 70 m² Veranstaltungsfläche. Außerdem gehören ca. 500 m² Freifläche zum Haus, die als Garten genutzt werden.

## Besetzung und Legalisierung

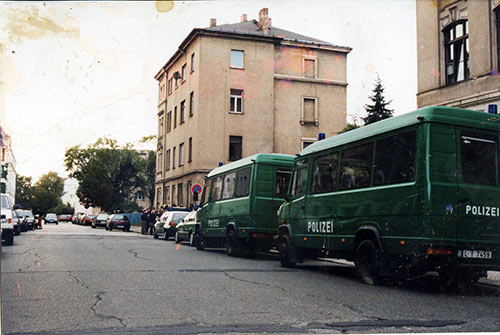
Besetzung der RM16 1999

Im Oktober 1999 wurde das Haus nach einer langwierigen Kampagne besetzt. Ziel dieser war es, einen linksradikalen Ort für Politik und Kultur zu schaffen. Seit der Besetzung ist die RM16 ein Ort mit klarem antifaschistischem und emanzipatorischem Selbstverständnis. Obwohl das Haus, kurze Zeit nachdem die Besetzer begonnen hatten, sich häuslich einzurichten und es zu gestalten, von der Polizei geräumt wurde, konnte es wenige Stunden später erneut besetzt werden. Durch die Hartnäckigkeit der Besetzer und nicht zuletzt durch glückliche Umstände, konnte sich das Hausprojekt von diesem Zeitpunkt an halten und später einen Nutzungsvertrag (2002) abschließen. Inzwischen ist die RM16 eines der letzten langfristig erfolgreich besetzten Häuser in Dresden. Es ist nicht nur ein Wohnhaus, sondern auch Veranstaltungsort für Vorträge, Kinoveranstaltungen, Konzerte und Partys.

## RM16 als Veranstaltungsort
Durch die kontinuierliche Arbeit hat sich die RM16 zu einem Ort entwickelt, an dem antirassistische und gesellschaftskritische Projekte, Künstler und andere engagierte Menschen Theorie, Praxis und Party leben und alternative Gesellschaftsentwürfe verwirklichen können. Nachdem in den letzten Jahren relativ ungestört Vereinsveranstaltungen (Ausstellungen, Konzerte, Lesungen, politische Diskussionsrunden, Vorträge etc.) im Erdgeschoss und Keller abgehalten werden konnten, wurden am 24. April 2012 durch die Vermieterin jegliche Nutzung der Erd- und Kellergeschoss zu Versammlungs- und Veranstaltungszwecken untersagt.

## Angriffe durch Neonazis
Die RM16 ist seither ein wichtiger Ort des Widerstands gegen Neonazis und reaktionäre Politik in Dresden. Deswegen waren das Haus und seine Bewohner, wie auch andere Projekte in Dresden, oft Ziel von Naziangriffen. Allein von 2007 bis 2010 wurde die RM16 13-mal angegriffen. Dabei wurden Fenster eingeworfen, Autos beschädigt und im Garten randaliert. 2010 warf ein Dresdner Neonazi nachts einen Molotowcocktail in das Haus. Nur durch schnelles Handeln konnte der Brand rechtzeitig gelöscht werden, sodass niemand verletzt wurde. Zu diesem Zeitpunkt hielten sich 12 Personen im Haus auf. Der Täter wurde wegen zehnfach versuchten Mordes und besonders schwerer Brandstiftung zu einer Jugendstrafe von 7 Jahren und 10 Monaten verurteilt.

## Bedeutung
Die RM16 ist eines der letzten langfristig erfolgreich besetzten Häuser in Dresden.
Um einer möglichen Reprivatisierung vorzubeugen, wurde das Haus im Oktober 2014 zusammen mit dem Mietshäuser Syndikat gekauft.
Am 23. September 2012 war die Einweihung der Geschichts- und Erinnerungstafel über Robert Matzke im Wohn- und Kulturprojekt RM16. Seitdem ist die Tafel im Treppenhaus der Robert-Matzke-Straße 16 zu sehen.